# Club General Mitre
El Club General Mitre es un club deportivo ubicado en Sarandí, Avellaneda que tuvo un breve paso por las categorías de ascenso del fútbol argentino a mediados de la década de 1960. Luego de ascender rápidamente, en su segunda participación en la Primera D y de ubicarse como subcampeón en la Primera C, quedando al borde de obtener el campeonato y el ascenso, el club se retiró de los torneos de la Asociación del Fútbol Argentino antes de comenzar la temporada 1967 y nunca más participó en los campeonatos de dicha asociación.
El club tuvo un meteórico ascenso y es de los pocos que se ha desafiliado de la AFA sin estar jugando en la última categoría. A pesar de ya no disponer de un equipo de futbol en las categorías más importantes del país, General Mitre continúa existiendo y disputando otros deportes de forma amateur. Su sede se encuentra en la calle Spurr 268, en pleno barrio de Sarandí.

## Historia
El Club General Mitre fue fundado el 18 de octubre de 1938 con el nombre de Sportman. En 1947 fue obligado por la Dirección de Personas Jurídicas a cambiar su denominación ya que dejaron de permitirse los nombres en idioma foráneo, resolviéndose de forma unánime cambiar al nombre actual.
Uno de los dirigentes de la institución por varios años fue Pedro Iso, que llegó a ser presidente de la misma.Posteriormente sería dirigente de Arsenal de Sarandí y presidente de Independiente, gracias a sus vínculos con Julio Humberto Grondona.
Mitre y Arsenal estuvieron muy cerca de fusionarse, formando un nuevo club: Unión de Sarandí. Sin embargo, el proyecto quedó truncado ya que los directivos de General Mitre se negaron a esa alianza porque sospechaban que Grondona pretendía quedarse con la sede social del club.

### Su participación en AFA
El club decidió asociarse a la Asociación del Fútbol Argentino y la afiliación fue otorgada en el año 1963, pero desistió de participar en esa temporada para poder preparar mejor el plantel, que hizo su debut en la Primera Aficionados 1964. Su primer partido en los torneos de AFA fue el 2 de mayo de 1964, al visitar a Victoriano Arenas en el estadio Saturnino Moure, encuentro que Mitre perdió por 1 a 0. Luego el equipo remontó y terminó finalizando en el cuarto lugar de su grupo, precisamente junto a Victoriano Arenas. Sin embargo, el otro equipo de Avellaneda volvería amargarlo, ya que se quedaría con el último lugar a la Ronda Final que otorgaba el único ascenso de la temporada. Ese año, además, su equipo de reserva se consagraría campeón tras vencer en la final del torneo a Ferrocarril Midland.
En la temporada siguiente, General Mitre logró mejorar su actuación y finalizó en el segundo lugar de su grupo, clasificando esta vez a la Ronda Final. Allí terminó en el primer lugar junto con Centro Español y Piraña, razón por la cual debieron disputar un desempate entre esos tres clubes para definir el campeón y único ascendido. Mitre venció a Centro Español en el primer partido, que a su vez fue derrotado por Piraña en el segundo encuentro. De esta manera, el tercer y último partido del triangular se transformó en una verdadera final cuyo ganador obtendría el campeonato. En ese partido General Mitre venció por 3 a 2 y en tan solo su segunda temporada afiliado obtuvo el ascenso a la Primera C. Contra la mayoría de los pronósticos, se posicionó en el segundo lugar de la tabla, consagrándose como subcampeón a tan solo dos puntos del campeón Estudiantes de Buenos Aires, que obtuvo el único ascenso que fue entregado en esa temporada.
Al año siguiente, la dirigencia de General Mitre decidió no participar nuevamente de la Primera C y desafiliarse de los torneos de AFA, desaprovechando su oportunidad, teniendo en cuenta no solo el torneo disputado, sino también que en su segunda temporada en la Primera D había obtenido el ascenso. El motivo de la decisión no es del todo claro, pero se piensa[¿quién?] que tuvo que ver con una interna política provocada por la propuesta de fusión con Arsenal de Sarandí. Oscar Barnade y Waldemar Iglesias señalan que las gestiones de Julio Grondona e internas propias de Independiente, club con el que tanto Grondona como Pedro Iso tenían una estrecha relación, podrían haber derivado en la desafiliación del club.

### Estadio
Si bien el club tenía cancha propia, la misma no estaba habilitada para los torneos de la Asociación del Fútbol Argentino. Por eso, General Mitre hizo de local principalmente en el estadio de Dock Sud cuando estaba en la Primera D y en el estadio de Arsenal tanto en esa categoría como cuando ascendió a la Primera C. Otras canchas donde hizo de local fueron el de estadio San Telmo y el estadio de Talleres (RE), aunque en pocos partidos.

### Actualidad
Actualmente en el club se practican diversos deportes como básquet, futsal, patín artístico, natación, baby futbol, judo y artes marciales, así como diversos eventos sociales, culturales y de entretenimiento. El 30 de junio del 2024 reinauguró oficialmente su Microestadio de Futsal en un evento que contó con la presencia de Jorge Ferraresi, intendente de Avellaneda.

## Datos del Club
- Temporadas en Primera División: 0
- Temporadas en Primera B: 0
- Temporadas en Primera C: 1 (1966)
- Temporadas en Primera D: 2 (1964-1965)

## Palmarés

### Torneos Nacionales (profesionalismo)
- Primera D (1): 1965[4]